# تانیوس
تانیوس (نام علمی: Tanius) نام یک سرده از تیره هادروسارید است.